# تجزئة (كيمياء)

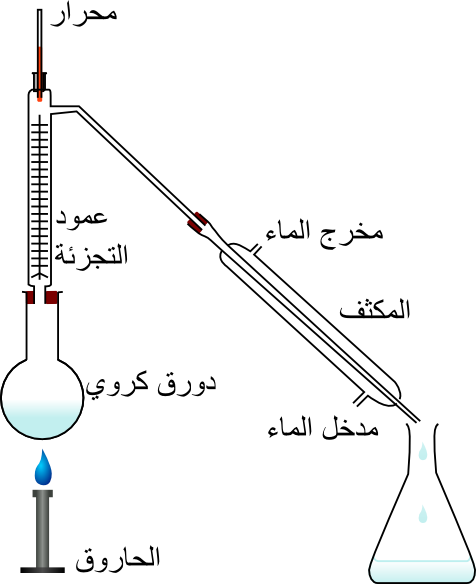
جهاز للتقطير بالتجزئة يستخدم مكثف - وعاء الاستقبال هنا دورق مخروطي، ويدمج هذا الجهاز (رأس تقطير) و(عمود تجزئة) في قطعة واحدة.

التجزئة عملية فصل فيها يُقسم مزيج (صلب أو سائل أو محلول أو مستعلق أو نظير) إلى عدد من الأقسام (أو الأجزاء) تتغير تركيبة كل منها حسب تدرج ما. ويؤخذ كل جزء على أساس فروق في خاصية ما ما بين الأجزاء بعضها بعضا. ومن السمات المهمة لعمليات التجزئة ضرورة إيجاد الوضع الأمثل الذي يوازن بين الكمية المأخوذة مجملًا، ونقاء كل جزء مأخوذ. وتُمكّن التجزئة عزل كلّ مكوّن موجود في مزيج به أكثر من مكوّنين اثنين على مرحلة واحدة، وهذا ما يميّز التجزئة عن عدّة عمليات فصل أخرى.

## استخدامات
تُستخدم التجزئة على نطاق واسع في العلوم والتقنيات.
- تُفصل السوائل عن الغازات من خلال عملية التقطير بالتجزئة على أساس فروق في نقطة الغليان.
- كما تُستخدم التجزئة في الاستشراب العمودي على أساس فرق في الألفة بين الطور الثابت [الإنجليزية] والطور المتحرك (انظر شطف (كيمياء).
- وفي عمليات التبلور بالتجزئة والتجمد بالتجزئة [الإنجليزية]، تُجزّأ المواد الكيميائية على أساس فروق في الانحلالية عند درجة حرارة معيّنة.
- وفي تجزئة الخلايا، تُفصل أجزاء الخلايا على أساس فروق في الكتلة.

كما تُستخدم الجزئة في إعداد الأغذية، فيُجزّأ كلّ من زيت جوز الهند وزيت النخيل وزيت نواة النخيل [الإنجليزية] لإنتاج زيوت ذات لزوجات مختلفة تُستخدم لأغراض عديدة، وغالبًا ما تتم عملية الفصل تلك من خلال التبلور بالتجزئة بالاعتماد على فروق في الانحلالية عند درجة حرارة معيّنة.
وفي المجال الطبي
- تجزئة بروتينات بلازما الدم (عملية كوهن [الإنجليزية] تعتمد على الفروق المتأصلة بين أنواع البروتينات. وتتمّ التجزأة من خلال تغيير أحوال تجميعة البلازما - مثلُا تغيير درجة الحرارة أو درجة الحموضة - لاسترساب البروتينات الكائنة في محلول مع مائع البلازما [الإنجليزية] كي تصبح غير قابلة للذوبان فتُشكّل تكتّلات كبيرة تُسمى (مسترسَبات). ثمّ يُجمّع المسترسب من البروتينات باستخدام التثفيل. ومن الأساليب الفعّالة لإجراء هذه العملية إضافة كحول لتجميعة البلازما أثناء تبريدها. وتسمّى هذه العملية التجزئة الباردة بالإثانول. وتُجرى هذه العملية على عدة مراحل لتُنتج تجميعة واحدة من البلازما عدّة منتجات بروتينية، مثل ألبومين المصل والأجسام المضادة.[1][2] ويُستخدم ألبومين المصل البشري المُنتج باستخدام هذه العملية في بعض أنواع اللقاحات ولمعالجة المصابين بحروق ولتطبيقات طبية أخرى.

## في الطب
التجزئة علاجًا للسرطان أحد طرق علاج مرض السرطان بالعلاج الإشعاعي. فإذا قُسمت جرعة الإشعاع إلى عدة أقسام صغيرة على امتداد عدة أيام، تقل التأثيرات المسممة على الخلايا الصحيحة. ويعظّم ذلك تأثير الإشعاع على السرطان ويقلل الآثار السلبية المرافقة.
ويوجد نظام علاجي مناقض تمامًا اسمه hypofractionation مبني على أساس توصيل جرعات أكبر من الإشعاع في عدد أقل من الزيارات 